# L'Impromptu de Paris
L'Impromptu de Paris est une pièce de théâtre en un acte de Jean Giraudoux créée le 4 décembre 1937, au théâtre de l'Athénée, dans une mise en scène de Louis Jouvet. Le titre se réfère à la pièce de Molière, L'Impromptu de Versailles.

## Distribution des rôles à la création
- Madeleine Ozeray
- Marie-Hélène Dasté
- Raymone
- Marthe Herlin
- Véra Pharès
- Louis Jouvet
- Pierre Renoir
- Romain Bouquet
- Auguste Boverio
- Alfred Adam
- Maurice Castel
- Robert Bogar
- Henri Saint-Isles
- Emile Villard
- Paul Ménager
- Marthe Besson-Herlin